# Sofrón
Sofrón (Sophron, Σώφρων: Siracusa, fl. ca. 430 a. C.) fue un escritor de la Antigua Grecia.
Fue autor de diálogos en prosa, en dialecto dórico con peculiaridades sicilianas, entre personajes masculinos y femeninos, algunos serios, otros con estilo humorístico, en los que se presentan escenas de la vida cotidiana de los griegos en Sicilia. Aunque escritos en prosa rítmica, se han considerado como poemas. En cualquier caso, no estuvieron destinados a su representación escénica. Fueron escritos en un lenguaje conciso y popular, lleno de proverbios y expresiones coloquiales.
Sus escritos de mimo, variante de la comedia dórica, inspiraron a Platón, quien los introdujo en Atenas e hizo uso de ellos en las introducciones a sus diálogos. Según la enciclopedia de la Suda, fueron acompañantes constantes de Platón, que incluso los ponía debajo de la almohada. 
Alguna idea de sus características generales se vislumbra en los idilios de carácter urbano II y XV de Teócrito, de los que se dice que son imitación de la Akestriai y la Isthmiazousai de Sofrón.
Su influencia también puede notarse en las sátiras de Persio. Los fragmentos se encuentran en De graecae linguae dialectis (1843), ii. (ap.) de Franz Heinrich Ludolf Ahrens. También se encuentran en la última edición de Ludwig Botzon (1867) e igualmente se pueden ver en De Sophrone et Xenarcho mimographis (1856).
Algunos estudiosos opinan que imitó a Epicarmo, pero no hay pruebas. 
Su hijo Jenarco también fue un famoso autor de mimos, pero se tiene escasa información de él.

## Obras
Sólo se conservan algunos fragmentos de su obra.
- El mensajero.
- El pescador, el campesino.
- Los pescadores de atún.[1]
- Asustar al niño amado.
- Aquel que se preocupa de la joven novia.
- Las mujeres en la fiesta del Istmo.[2]
- Las mujeres que dicen que van a expulsar a la diosa.
- Prometeo.